# Scottish Open 1990
Die Scottish Open 1990 im Badminton fanden vom 22. bis zum 25. November 1990 im Meadowbank in Edinburgh statt.

## Medaillengewinner
| Disziplin    | Gold                                 | Silber                             | Bronze                                |
| ------------ | ------------------------------------ | ---------------------------------- | ------------------------------------- |
| Herreneinzel | Ib Frederiksen                       | Anders Nielsen                     | Pär-Gunnar Jönsson                    |
| Herreneinzel | Ib Frederiksen                       | Anders Nielsen                     | Thomas Stuer-Lauridsen                |
| Dameneinzel  | Helen Troke                          | Eline Coene                        | Joanne Muggeridge                     |
| Dameneinzel  | Helen Troke                          | Eline Coene                        | Denyse Julien                         |
| Herrendoppel | Peter Axelsson Pär-Gunnar Jönsson    | Mark Christiansen Michael Kjeldsen | Jon Holst-Christensen Michael Keck    |
| Herrendoppel | Peter Axelsson Pär-Gunnar Jönsson    | Mark Christiansen Michael Kjeldsen | Jesper Knudsen Thomas Stuer-Lauridsen |
| Damendoppel  | Catrine Bengtsson Maria Bengtsson    | Gillian Clark Gillian Gowers       | Nettie Nielsen Lisbet Stuer-Lauridsen |
| Damendoppel  | Catrine Bengtsson Maria Bengtsson    | Gillian Clark Gillian Gowers       | Eline Coene Erica van den Heuvel      |
| Mixed        | Jon Holst-Christensen Grete Mogensen | Jesper Knudsen Nettie Nielsen      | Chris Hunt Karen Chapman              |
| Mixed        | Jon Holst-Christensen Grete Mogensen | Jesper Knudsen Nettie Nielsen      | Michael Kjeldsen Dorte Kjær           |